# Рудня-Бартоломеевская
Рудня-Бартоломеевская (Бутрамеевская Рудня) (бел. Рудня-Барталамееўская) — деревня в Нисимковичском сельсовете Чечерском районе Гомельской области Беларуси.
На севере граничит с Чечерским биологическим заказником

## География

### Расположение
В 27 км на северо-восток от Чечерска, 62 км от железнодорожной станции Буда-Кошелёвская (на линии Гомель — Жлобин), 92 км от Гомеля.

### Гидрография
На реке Покоть (приток реки Сож), на юге мелиоративный канал.

## Транспортная сеть
Автодорога соединяет деревню с Чечерском. Планировка состоит из 2 разделённых рекой частей: северной (к небольшой дугообразной, почти широтной улицы присоединяются 2 короткие прямолинейные улицы) и южной (к прямолинейной улице, ориентированной с юго-запада на северо-восток, присоединяются с юга 2 короткие улицы). Застройка двусторонняя, преимущественно деревянная, усадебного типа.

## История
Согласно письменным источникам известна с XIX века как селение в Полесской волости Гомельского уезда Могилёвской губернии. В 1881 году работал хлебозапасный магазин. В 1885 году начали работу мельница и сукновальня. Согласно переписи 1897 года действовали школа грамоты, хлебозапасный магазин, 2 ветряные мельницы, водяная мельница, сукновальня, маслобойня. В 1909 году 646 десятин земли, костёл и мельница.
В 1926 году действовали почтовый пункт, школа. С 8 декабря 1926 года до 11 июня 1980 года центр Рудня-Бартоломеевского сельсовета Чечерского, с 25 декабря 1962 года Буда-Кошелёвского, с 6 января 1962 года Чечерского районов Гомельского (до 26 июля 1930 года) округа, с 20 февраля 1938 года Гомельской области. В 1930 году организован колхоз «Волна революции», работала ветряная мельница.
Во время Великой Отечественной войны оккупанты создали в деревне свой опорный пункт, разгромленный партизанами. Каратели убили 95 жителей. 85 жителей погибли на фронте. Согласно переписи 1959 года. С 1960 года действует Рудня-Бартоломеевское лесничество. В составе совхоза «Сож» (центр — деревня Сидоровичи). С 1 июня 2006 года в Нисимковичском сельсовете (до 31 мая 2006 года в Полесском сельсовете). Располагались лесничество, лесопилка, швейная мастерская, 8-летняя школа, клуб, библиотека, фельдшерско-акушерский пункт, отделение связи, 2 магазина, столовая.

## Население

### Численность
- 2004 год — 52 хозяйства, 94 жителя.

### Динамика
- 1881 год — 50 дворов, 287 жителей.
- 1897 год — 68 дворов, 493 жителя (согласно переписи).
- 1909 год — 71 двор, 557 жителей.
- 1926 год — 126 дворов, 676 жителей.
- 1959 год — 609 жителей (согласно переписи).
- 2004 год — 52 хозяйства, 94 жителя.